# Birger Isacsson

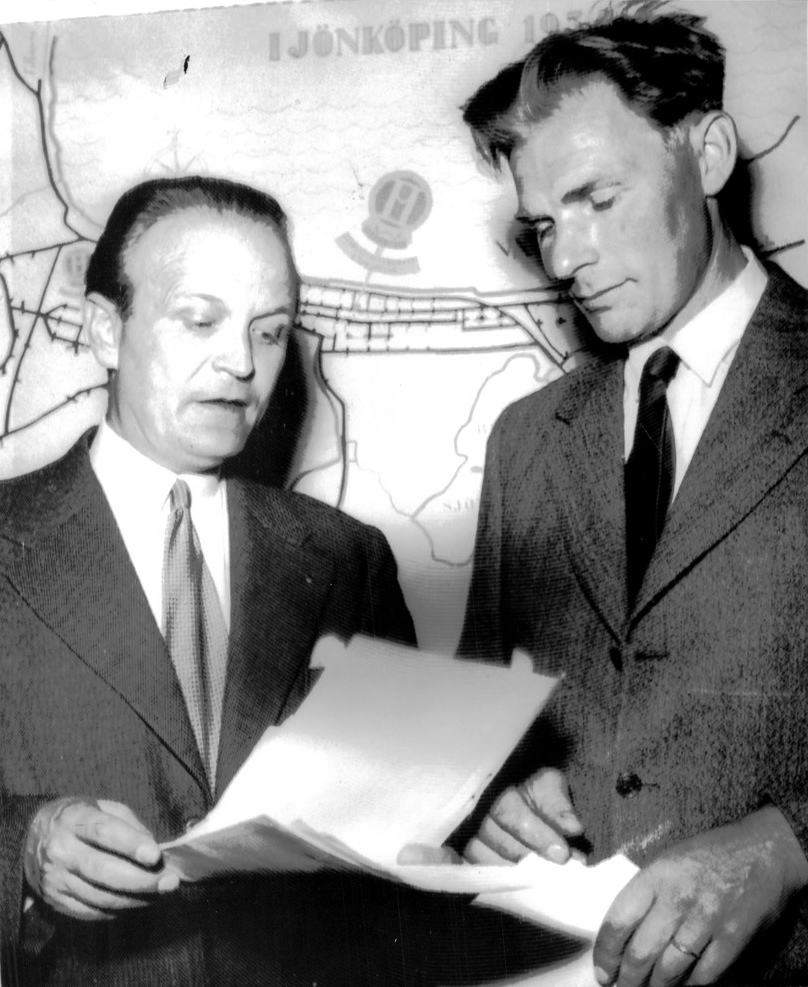
Birger Isacsson (till höger) i samspråk med sin företrädare Bengt Lind.

Erik Birger Julius Isacsson, född 9 mars 1917 i Älghults församling, Kronobergs län, död 4 november 1988 i Horndals kyrkobokföringsdistrikt, Kopparbergs län, var förbundsordförande för Högerns ungdomsförbund 1954–1957 samt riksdagsman 1961–1967 för Högerpartiet.